# Хеллинграт, Норберт фон
Фридрих Норберт Теодор фон Хе́ллинграт (нем. Friedrich Norbert Theodor von Hellingrath; 21 марта 1888, Мюнхен — 14 декабря 1916 близ Дуомон) — немецкий германист, открывший творчество поэта Фридриха Гёльдерлина.

## Биография
В 1906 году Хеллинграт поступил в Мюнхенский университет, где изучал греческую и немецкую филологию у Отто Крузиуса и Фридриха фон дер Лейена, который познакомил его с творчеством Фридриха Гёльдерлина. В ноябре 1909 года Хеллинграт открыл в штутгартской библиотеке поздние гимны и переводы Пиндара работы Фридриха Гёльдерлина, которые он сразу отправил в копиях друзьям и знакомым. Друг Хеллинграта Карл Вольфскель, член кружка Георге, показал их Стефану Георге, который способствовал их первой публикации в «Листках искусства». Сенсационная находка обрела известность. В 1910 году последовала первое издание гёльдерлиновских переводов Пиндара в книжном формате. В 1912 году при поддержке друзей Эдгара Залина и Вольфганга Гейера Хеллинграт приступил к изданию собрания сочинений Гёльдерлина, первый том вышел в 1913 году. Диссертация Хеллинграта также была посвящена переводам Пиндара работы Гёльдерлина.
Открытие Хеллинграта оказало огромное влияние на литературное и научное сообщества в Германии своего времени. Гёльдерлина, до этого времени практически забытый, обрёл признание как выдающийся немецкий поэт. Стефан Георге возвёл его в собственного духовного родоначальника и тем самым побудил выдающихся учёных своего влиятельного круга также заняться изучением Гёльдерлина. Открытия Хеллинграта повлияло и на других писателей, в частности Вальтера Беньямина и Мартина Хайдеггера. Открытие Гёльдерлина вдохновило и студенческую молодёжь. По словам Клауса Манна, в начале Первой мировой войны молодёжь мечтала умереть за гёльдерлиновскую Германию. Сам Хеллинграт в 1914 году с изданиями Гёльдерлина и Георге в вещмешке ушёл на фронт. После неудачного падения с лошади он в 1915 году ещё раз побывал на родине и даже прочитал два доклада о Гёльдерлине. Среди слушателей помимо его лучшего друга Вольфскеля были Райнер Мария Рильке, Альфред Шулер и Людвиг Клагес. В 1916 году Хеллинграт погиб в битве при Вердене.